# Raimondo Girgis
Raimondo Girgis OFM (ur. 6 stycznia 1967 w Damaszku) – syryjski duchowny katolicki, franciszkanin, wikariusz generalny Wikariatu apostolskiego w Aleppo.

## Biografia
Raimondo Girgis urodził się w Damaszku w Syrii 6 stycznia 1967 roku. Do Zakonu Braci Mniejszych wstąpił 25 sierpnia 1988 roku w Porcjunkuli w Asyżu, przyjmując habit zakonny z rąk generała zakonu Johna Vaughna. Nowicjat odbył w klasztorze franciszkanów w Gizie w Egipcie. Pierwszą profesję zakonną złożył 29 września 1989 roku. Podczas studiów filozoficzno-teologicznych w Jerozolimskim Studium Teologicznym złożył profesję wieczystą 18 października oraz przyjął święcenia diakonatu 27 grudnia 1992 roku. Sakrament święceń kapłańskich przyjął w miejscowości Latakia w Syrii 23 lipca 1993 roku. Jest członkiem Kustodii Ziemi Świętej.
Następnie został skierowany na studia specjalistyczne z prawa kanonicznego do Rzymu. W  1997 roku obronił pracę licencjacką, zaś w 2002 roku doktorat na Papieskim Instytucie Wschodnim. W latach 2013–2016 pracował w Syrii, pełniąc obowiązki proboszcza i gwardiana. Był wikariuszem generalnym Wikariatu apostolskiego w Aleppo. Był członkiem biskupiej komisji ds. rodziny oraz komisji prawa kanonicznego (2014–2022). W latach 2008–2011 uczestniczył w pracach komisji syryjskiej Caritas. Ojciec Girgis opublikował prace naukowe dotyczące prawa kanonicznego w języku arabskim i włoskim. Był sędzią sądów Patriarchatu Kościoła Greckokatolickiego w Damaszku oraz w Aleppo. Pracuje jako wykładowca akademicki.
Po rezygnacji biskupa Georgesa Abou Khazena z funkcji wikariusza apostolskiego Aleppo, papież Franciszek mianował o. Raimonda Girgisa 29 czerwca 2022 roku łacińskim administratorem apostolskim sede vacante wikariatu apostolskiego Aleppo. Objęcie urzędu nie nastąpiło.

## Publikacje naukowe
- 2002 – I matrimoni misti nelle situazioni particolari delle chiese patriarcali cattoliche in Siria-Libano-Giordania-Egitto, Aleppo • Rzym: Pontificium Institutum Orientale, OCLC 1100321892 (wł.). Brak numerów stron w książce (pars disseratiionis)